# Fatima Moreira de Melo

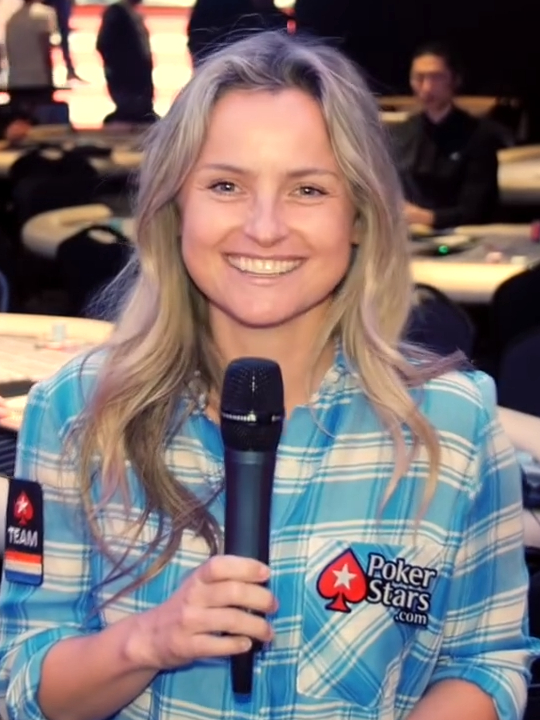
Fatima Moreira de Melo (2015)

Fatima Moreira de Melo (* 4. Juli 1978 in Rotterdam) ist eine ehemalige niederländische Hockeyspielerin und heutige Moderatorin und Pokerspielerin.

## Ausbildung und Privatleben
Moreira de Melo wurde als Tochter eines Portugiesen und einer Niederländerin in Rotterdam geboren. 2006 schloss sie ein Jurastudium ab. 2012 nahm sie gemeinsam mit den Zwillingsbrüdern Christophe und Matthias De Meulder an der Reality-Show Expeditie Robinson teil. Moreira de Melo lebt in Rotterdam.

## Hockeykarriere

### Werdegang
Moreira de Melo begann im Alter von sechs Jahren bei Tempo '34 Charlois mit dem Hockeyspielen. Bereits mit zwölf Jahren debütierte sie in der niederländischen U-14-Nationalmannschaft. Von 1990 bis 1993 war sie für Victoria Kralingen aktiv, anschließend wechselte sie zur HGC Wassenaar. Mit Wassenaar gewann Moreira de Melo zweimal die niederländische Meisterschaft. Von 2000 bis 2008 spielte sie für den HC Rotterdam.
Zudem spielte Moreira de Melo von 1997 bis 2011 insgesamt 247-mal für die niederländische Nationalmannschaft und gewann mit ihr 2006 die Weltmeisterschaft sowie 1999, 2003 und 2005 die Europameisterschaft. Ihr größter Erfolg ist jedoch der Gewinn der Goldmedaille bei den Olympischen Sommerspielen 2008 in Peking, nachdem sie bereits im Jahr 2000 in Sydney die Bronzemedaille und 2004 in Athen die Silbermedaille gewinnen konnte.
2006 wurde Moreira de Melo als Rotterdams Sportlerin des Jahres ausgezeichnet.

### Nationalmannschaftserfolge

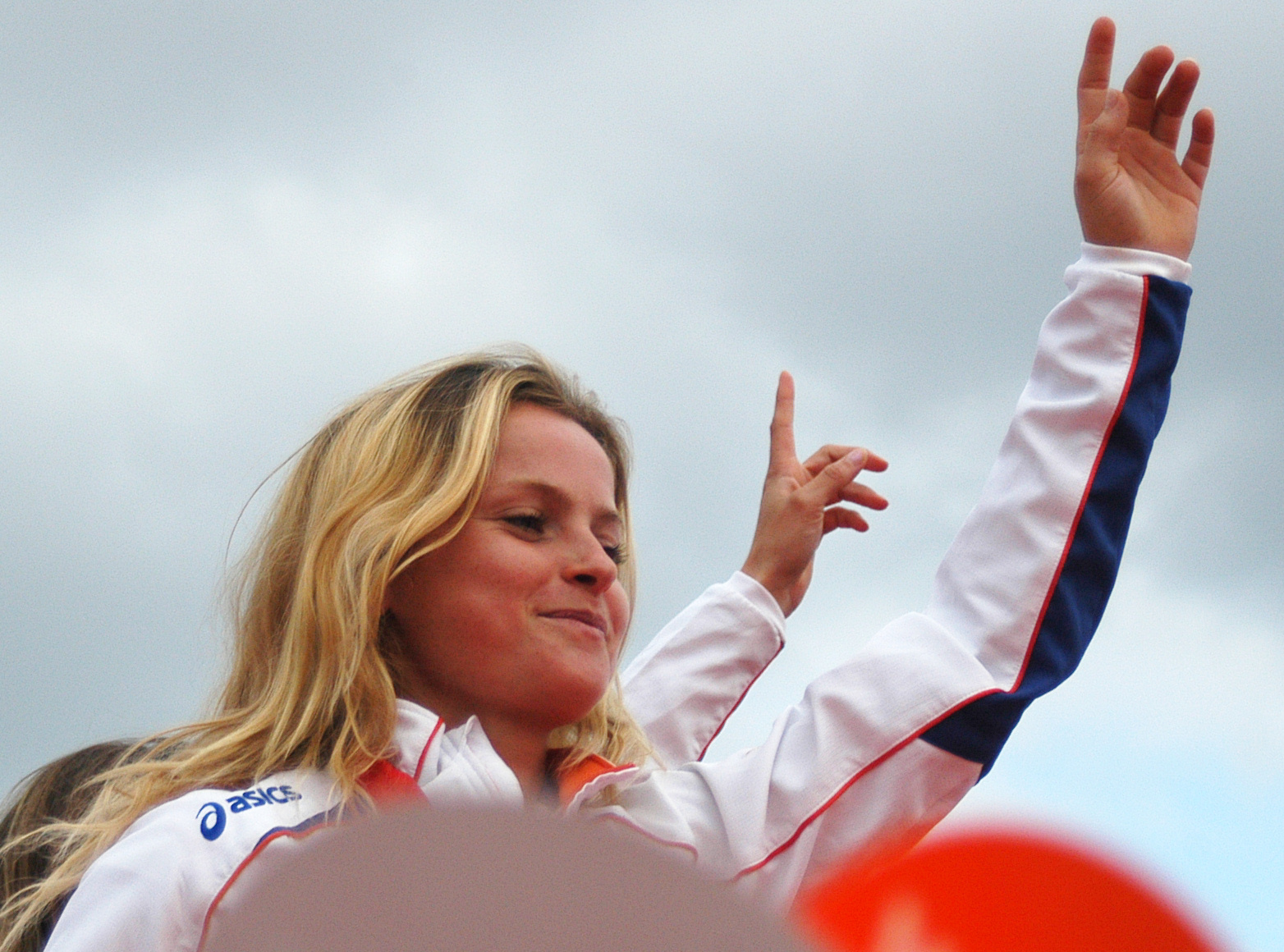
Moreira de Melo nach dem Gewinn der Goldmedaille bei den Olympischen Spielen 2008

Olympische Spiele
- Bronzemedaille: 2000
- Silbermedaille: 2004
- Goldmedaille: 2008

Weltmeisterschaft
- Vize-Weltmeister: 1998, 2002
- Weltmeister: 2006

Europameisterschaft
- Vize-Europameister: 2007
- Europameister: 1999, 2003, 2005

FIH Champions Trophy
- Sieger: 2000, 2005, 2007

## Pokerkarriere
Moreira de Melo gehörte bis Anfang 2020 rund 10 Jahre dem Team PokerStars an und wurde daher von PokerStars gesponsert. Online spielt sie unter dem Nickname FatimaDeMelo.
Ihre erste Geldplatzierung bei einem Live-Turnier erzielte Moreira de Melo im Oktober 2009 in Rotterdam. Im Juni 2010 war sie erstmals bei der World Series of Poker (WSOP) im Rio All-Suite Hotel and Casino am Las Vegas Strip erfolgreich und platzierte sich bei drei Turnieren der Variante No Limit Hold’em im Geld. Ihr bisher höchstes Preisgeld gewann sie im Oktober 2013 beim Main Event der UK & Ireland Poker Tour auf der Isle of Man in Höhe von 95.000 US-Dollar, bei dem sie den zweiten Platz belegte. Bei der WSOP 2015 landete sie erstmals beim Main Event im Geld und belegte den 286. Platz für mehr als 30.000 US-Dollar Preisgeld. Ein Jahr später erreichte sie bei der WSOP 2016 zweimal die Geldränge, u. a. beim neu ausgetragenen Tag-Team-Event, bei dem sie gemeinsam mit der Spanierin Leo Margets den 33. Platz belegte. Bei der PokerStars Championship auf den Bahamas sicherte sich Moreira de Melo im Januar 2017 im Women’s Event ihren ersten Sieg bei einem renommierten Live-Turnier und erhielt rund 5500 US-Dollar Siegprämie. Ihre bis dato letzte Geldplatzierung erzielte sie im Oktober 2019.
Insgesamt hat sich Moreira de Melo mit Poker bei Live-Turnieren mehr als 550.000 US-Dollar erspielt.